# Palaiargia tanysiptera
Palaiargia tanysiptera – gatunek ważki z rodziny pióronogowatych (Platycnemididae). Jest znany tylko z okazów typowych – 6 samców odłowionych w 1951 roku na dwóch stanowiskach na wyspie Halmahera w archipelagu Moluków.